# Turdoides rufescens
Turdoides rufescens là một loài chim trong họ Leiothrichidae.